# Sahara
 Ovo je glavno značenje pojma Sahara. Za druga značenja pogledajte Sahara (razdvojba).
Sahara je najveća vruća pustinja na Zemlji te treća najveća (nakon Antarktičke i Arktičke pustinje), površine preko 9.100.000 km² koja se nalazi u Sjevernoj Africi. Njeno ime, Sahara, je latinizirani oblik arapske riječi pustinja (صحراء arapski izgovor [▶]). Nalazi se između Saharskog Atlasa i Sredozemnog mora na sjeveru, Crvenog mora na istoku, sudanskih stepa na jugu i Atlantskog oceana na zapadu. Od sjevera prema jugu je široka 2000 km, a od istoka prema zapadu 5000 km.
Sahara, onakva kakva je danas, postoji preko 3,5 tisuća godina. U dalekoj prošlosti bila je zelena.

## Klima
Klima Sahare je suha i vruća. Oborine su vrlo rijetke. To je najveće suho područje na Zemlji. Posljednjih desetljeća bilježi se širenje Sahare. Preko godine puše pasat koji po rubovima donosi male količine oborina. Vadi nastaju samo nakon naglih pljuskova. Srednja godišnja temperatura iznosi 31 °C. U području In Salaha temperatura raste i preko 50 °C.
Pješčane oluje nastaju naglo.

## Fauna
- Jednogrba deva (lat. Camelus dromedarius) 1985. Zapadni Veliki Erg

## Reljef
U reljefu se izmjenjuju zavale i gorska bila. Sredinom Sahare pružaju se planinski masivi Ennedi, Tibesti (najviši vrh Sahare Emi Koussi 3415 m) i gorje Ahaggar (3005 m), na koje se prema sjeveru priključuje ravnjak Tademait (835 m). Južnom dijelu pripada veliki dio zavale Čad. Gorje je vrlo staro, građeno je od arhajskih slojeva, koje pokriva vulkansko kamenje. Gorje okružuju stepeničasti ravnjaci, građeni od pješćenjaka, od kojega se sastoji i najveći dio Sahare.

### Hoggar (Ahaggar) - planinsko gorje
Planinsko gorje Hoggar  (novija verzija Ahagar) pokriva veliko područje, s populacijom koja ne prelazi deset tisuća stanovnika.Potencijalnim istraživačima vrlo zanimljivo područje jer je veći dio još uvijek neistražen. U središtu gorja, kod gradića Atakor uzdižu se njegovi najviši vrhovi: Tahat (2918 m)- najljepši vrh Hoggar-a, Ilamane, legendarni vrh (2760) i Assekrem, gdje se nalazila meterološka stanica Pierre de Foucaulda  (2728 m).Gorje, kristalne formacije, podiglo se naglo zbog čestih vulkanskih aktivnosti u vrijeme tercijara i kvartara. Lava je stvorila visoke stupove koji se mogu vidjeti penjući se na Assekrem uz Ilamane. Rezervoar Hoggara, Atakor, izvor je brojnih vadija (vadi je suha dolina povremenih vodenih tokova u pustinjama sjeverne Afrike i Arapskog poluotoka, duga do nekoliko stotina km). Vadi Tamanrasset, čije se rijetke vode gube u pijesku Tanezrouft-a. Vadi Tin Tarabine, koji teče prema In Azaou. Istočno od gorja nalazi se Tedefest, čija granitna litica seže preko 2000 m (2327 m na vrhu Garet el Đenoun-a). Serija litica i ledenjaka brani, pristupe Hoggaru: sjeverozapadno visoravan Mouydir, preko koje prelazi cesta In Salah - Tamanrasset; sjevernoistočno Tassili n' Ajjer; jugoistočno je pijesak Tenerea, In Azaouae i Tin Tarabinea; jugozapadno Tassili Oua n' Ahaggar i Adrar Iforas-a; zapadno je reg Tanezroufta te sjevernozapadno gorja Acedarda i Ahneta. Udaljen nekoliko stotina kilometara od Atakora, Hoggar je jedan od najznačajnijih gorja Sahare.
- Šiljasto kamenje između In Salaha i Ahagara 1985.

## Prehrana nomada
Uobičajena prehrana nomada bazirana je na mlijeku, žitaricama, datuljama i ponekad mesu. Žitarice služe za pripremu griza, tvrdog kruha i kus-kusa. Jedan dio prosa (bot. jednogodišnja biljka (lat. Panicum miliaceum) iz porodice trava (Gramineae). Zrnje se od davnine koristi za prehranu ljudi, peradi i stoke, uzgaja se u Sahari, a ostalo dolazi iz drugih područja oko Sahare. Najcjenjenija vrsta uzgaja se u Damergou (Nigerija), sjeverno od Zindera. Pšenica se uzgaja i u pustinji. Uporaba bijelog brašna je sve češća u Tamanrassetu. 
Tagella (tvrdi kruh bez kvasa) peče se u pijesku. Za pripremu je potrebna voda i mljevena mješavina žitarica; žito, kukuruz i proso,  koja više sliči na griz nego na brašno. Rupa u pijesku, prekrivena vrućim pepelom i žaravicom, zamjenjuje pećnicu.  Kad se kruh ispekao, ispere se vodom i iskida na komadiće. Servira se s posebnom salsom ili topljenim maslacem. Za vrijeme putovanja na devama tagella je osnovna namirnica nomada. 
Elfetat podsjeća na palačinke, ali tijesto ne sadrži jaja i deblje je. Tava je ovdje zamijenjena vrućim kamenom. 
Mechouia i kus-kus, rezervirani za svečanosti. Kus-kus je najraširenije jelo sjeverne Afrike, a u svom originalnom oblike to je jelo najsiromašnijih slojeva, jer se sastoji od skuhanih grubo mljevenih zrna pšenice prelivenih juhom od različitog povrća i rastopljenim ovčjim ili goveđim lojem. Kod bogatih kus-kus je fina pšenična krupica prelivena povrćem na maslacu i najboljim komadima mesa peradi i divljači.
Mešui su na drvce nabodeni slojevi biranh komada mesa janjetine i povrća ispečeni na žeravici. 
Tamahaq označavaju mlijeko; kozje, devino, rjeđe kravlje ili ovčje. Mlijeko se i ukiseljava, a radi se topljeni maslac i sir. 
Datulje, koje se lako konzerviraju, najprikladnije su namirnice u saharskim uvjetima.  Bogate su vitaminima, bjelančevinama i šećerima. Nomadi više vole manje skupu vrstu leguaza,  porijeklom iz Touatua, od one deglet-nour, koje su mekane i jako slatke. Datulje se konzerviraju i transportiraju vrlo jednostavno, a konzumiraju se cijele ili u obliku u pirea. Kamioni sve više zamjenjuju karavane koje su donosile datulje iz Touata. Oni dovoze i meso, uvozeći živu stoku iz Malija i Nigera. Stoka nomada ne može zadovoljiti lokalne potrebe, a osim toga, samo su koze i magarci otporni na sušu Hoggara.
Prije suše iz 1973-e koja je prepolovila broj stoke, veliki deve iz Hoggara su išle je na pašu u Tamesvau (Niger), zapadno od Agadeza. 
Četveročlana obitelj koja ima 40 koza i dvije deve smatra se bogatom. Nomadi nemaju perad. Povrće je skupo i rijetko se nalazi na jelovniku nomada. Iznimka su suhe rajčice i kapula, koji se koriste svakodnevno. Unatoč cijenama, uvozni su proizvodi uvijek atraktivniji, a to su najčešće: sardine, tuna, tjestenina, džemovi, sirevi i kava.
Sol je važna kao i voda. U Hoggaru se sol se nalazi u Amadroru, između Tedefestaa i Tassili N'Ajera, i još se dan danas prenosi na devama do Tamanrasseta. Najveći dio proizvodnje izvozio se u Niger.
- Izvlačenje vode iz bunara - Između Ghardaie i El Golee 25. travnja 1985. Voda je slankasta i prljavo žuta.
- Izvlačenje vode iz bunara - Između Ghardaie i El Golee 25. travnja 1985.
- Oaza Arak Tuarezi drže vodu u mijehu 27. travnja 1985.
- Oaza Arak Tuareškinja priprema mijeh za spremanje vode 27. travnja 1985.
- Berberka melje žitarice u žrvnju - El Golea 25. travnja 1985.
- Mljevenje žitarica u žrvnju - El Golea 25. travnja 1985.
- Plantaža (200 000 palmi) datulja u El Golei 25. travnja 1985.
- Nezrele datulje u In Salahu 26. travnja 1985.
- Tržnica u El Golei 25. travnja 1985. Menta, naranče, krumpiri..
- Tržnica u In Salahu 26. travnja 1985. Zelena salata...
- Tuareg priprema Tagellu 1985. Središnja Sahara.
- Kus-kus koji je pripremio Tuareg koristeći Tagellu i devino sušeno meso 1985.
- Priprema kus-kus na Hogarru. 1985.
- Tuareškinja priprema kus-kus na Hogarru. 1985.

## Slike
- Dine blizu El Golea - prema In Salahu 1985. godina.

## Vanjske poveznice
- Slike Sahare sa stranice alžirske misije UN-a  Arhivirana inačica izvorne stranice od 26. rujna 2008. (Wayback Machine)
- Preko 3000 fotografija Sahare
- Flora i fauna Sahare  Arhivirana inačica izvorne stranice od 27. studenoga 2011. (Wayback Machine)